# Coupe du monde de saut à ski 2013-2014
Navigation
Édition précédente Édition suivante
La coupe du monde de saut à ski 2013-2014 est la 35e édition de la coupe du monde de saut à ski pour les messieurs et la 3e saison pour les dames, compétition de saut à ski organisée annuellement. Elle se déroule du 23 novembre 2013 au 23 mars 2014.

## Favoris
Hommes
Femmes
La favorite pour cette saison 2014 est Sara Takanashi,, gagnante de la saison précédente de Coupe du Monde et de la saison des Grands-Prix estivaux, en gagnant les quatre dernières compétitions,. Elle devra compter avec Daniela Iraschko qui est de retour après réparation de sa blessure au genou, et la jeune Ema Klinec, finalement autorisée à concourir, qui est un des talents les plus prometteurs que le saut à ski ai connu. Sont également attendues les sauteuses en pointe lors de l'hiver précédent, telle l’outsider Coline Mattel,, seconde lors de la saison estivale, Katja Požun, et Jacqueline Seifriedsberger. Cependant, beaucoup d'autres sauteuses semblent capable de monter sur un podium, telles que les autres Slovènes Eva Logar, Špela Rogelj et Maja Vtič, ainsi qu'Atsuko Tanaka, ou la Norvégienne maintenant plus âgée Anette Sagen, et la Russe Irina Avvakumova motivée par les Jeux Olympiques en Russie cet hiver. Par contre, Sarah Hendrickson ne pourra défendre ses chances en Coupe du Monde cette saison pour cause de blessure au genou,, pas plus qu'Alexandra Pretorius blessée au genou également cet été.

## Programme de la saison
| \| Klingenthal Ruka Lillehammer Titisee-Neustadt Engelberg Oberstdorf Garmisch Innsbruck Bischofshofen Tauplitz Wisla Zakopane Willingen Falun Vikersund Lahti Kuopio Trondheim Oslo Planica \| Sites des compétitions (Hormis Sapporo, Japon) |
| Klingenthal Ruka Lillehammer Titisee-Neustadt Engelberg Oberstdorf Garmisch Innsbruck Bischofshofen Tauplitz Wisla Zakopane Willingen Falun Vikersund Lahti Kuopio Trondheim Oslo Planica                                                      |

## Attribution des points
Toutes les manches de Coupe du monde, quelles soient sur tremplin normaux, sur gros tremplin, en vol à ski ou lors de la tournée des quatre tremplins donnent lieu à l'attribution de points, dont le total détermine le classement général de la Coupe du monde. Ces points sont attribués selon cette répartition :
| Place  | 1   | 2  | 3  | 4  | 5  | 6  | 7  | 8  | 9  | 10 | 11 | 12 | 13 | 14 | 15 | 16 | 17 | 18 | 19 | 20 | 21 | 22 | 23 | 24 | 25 | 26 | 27 | 28 | 29 | 30 |
| ------ | --- | -- | -- | -- | -- | -- | -- | -- | -- | -- | -- | -- | -- | -- | -- | -- | -- | -- | -- | -- | -- | -- | -- | -- | -- | -- | -- | -- | -- | -- |
| Points | 100 | 80 | 60 | 50 | 45 | 40 | 36 | 32 | 29 | 26 | 24 | 22 | 20 | 18 | 16 | 15 | 14 | 13 | 12 | 11 | 10 | 9  | 8  | 7  | 6  | 5  | 4  | 3  | 2  | 1  |

## Classements
En gras, le vainqueur définitif de chaque classement.

### Hommes
Individuel
| Rang | Nom                   | Points |
| ---- | --------------------- | ------ |
| 1    | Kamil Stoch           | 1420   |
| 2    | Peter Prevc           | 1312   |
| 3    | Severin Freund        | 1303   |
| 4    | Anders Bardal         | 1071   |
| 5    | Noriaki Kasai         | 1062   |
| 6    | Gregor Schlierenzauer | 943    |
| 7    | Simon Ammann          | 733    |
| 8    | Thomas Diethart       | 666    |
| 9    | Andreas Wellinger     | 601    |
| 10   | Stefan Kraft          | 539    |

| Rang | Nom                   | Points |
| ---- | --------------------- | ------ |
| 1    | Peter Prevc           | 180    |
| 2    | Noriaki Kasai         | 160    |
| 3    | Gregor Schlierenzauer | 140    |
| 4    | Simon Ammann          | 74     |
| 5    | Jurij Tepes           | 72     |
|      | Severin Freund        | 72     |
| 7    | Kamil Stoch           | 69     |
| 8    | Jan Matura            | 60     |
| 9    | Robert Kranjec        | 58     |
| 10   | Anders Fannemel       | 56     |

Nations
| Rang | Nation             | Points |
| ---- | ------------------ | ------ |
| 1    | Autriche           | 5407   |
| 2    | Allemagne          | 4735   |
| 3    | Slovénie           | 4402   |
| 4    | Pologne            | 3790   |
| 5    | Norvège            | 3162   |
| 6    | Japon              | 2685   |
| 7    | République tchèque | 1337   |
| 8    | Finlande           | 1090   |
| 9    | Suisse             | 957    |
| 10   | Russie             | 254    |

### Femmes
Individuel
| Rang | Nom                 | Points |
| ---- | ------------------- | ------ |
| 1    | Sara Takanashi      | 1720   |
| 2    | Carina Vogt         | 806    |
| 3    | Yūki Itō            | 759    |
| 4    | Irina Avvakumova    | 731    |
| 5    | Daniela Iraschko    | 682    |
| 6    | Maja Vtič           | 542    |
| 7    | Maren Lundby        | 487    |
| 8    | Coline Mattel       | 453    |
| 9    | Julia Kykkaenen     | 429    |
| 10   | Jessica Jerome      | 374    |
| 11   | Julia Clair         | 371    |
| 12   | Katja Požun         | 350    |
| 13   | Katharina Althaus   | 345    |
| 14   | Line Jahr           | 322    |
| 15   | Helena Olsson Smeby | 306    |
| 16   | Ulrike Grässler     | 301    |
| 17   | Eva Logar           | 289    |
| 18   | Ramona Straub       | 265    |
| 19   | Evelyn Insam        | 235    |
| 20   | Špela Rogelj        | 221    |
| 21   | Urša Bogataj        | 220    |
| 22   | Taylor Henrich      | 214    |
| 23   | Anna Häfele         | 209    |
| 24   | Gianina Ernst       | 192    |
| 25   | Ema Klinec          | 175    |
| 26   | Bigna Windmüller    | 171    |
| 27   | Elena Runggaldier   | 163    |
| 28   | Gyda Enger          | 141    |
| 29   | Atsuko Tanaka       | 137    |
| 30   | Léa Lemare          | 131    |
| 31   | Kaori Iwabuchi      | 120    |
| 32   | Michaela Doleželová | 112    |
| 33   | Chiara Hölzl        | 100    |

| Rang | Nom                        | Points |
| ---- | -------------------------- | ------ |
| 34   | Lindsey Van                | 101    |
| 35   | Ayumi Watase               | 92     |
| 36   | Manuela Malsiner           | 58     |
| 37   | Alissa Johnson             | 54     |
| 38   | Misaki Shigeno             | 51     |
| 39   | Anna Rupprecht             | 49     |
| 40   | Anette Sagen               | 48     |
| 41   | Jacqueline Seifriedsberger | 45     |
| 42   | Sofya Tikhonova            | 44     |
| 43   | Juliane Seyfarth           | 37     |
| 44   | Svenja Wuerth              | 35     |
| 45   | Anastasiya Gladysheva      | 31     |
| 46   | Sabrina Windmüller         | 29     |
| 47   | Susanna Forsström          | 26     |
| 48   | Anja Tepeš                 | 23     |
| 49   | Elisabeth Raudaschl        | 16     |
| 50   | Dana Vasilica Haralambie   | 15     |
| 50   | Lisa Demetz                | 15     |
| 52   | Yurina Yamada              | 14     |
| 53   | Seiko Koasa                | 13     |
| 53   | Abby Hughes                | 13     |
| 53   | Anja Javorsek              | 13     |
| 56   | Anna Odine Stroem          | 10     |
| 57   | Liu Qi                     | 8      |
| 58   | Barbora Blazkova           | 7      |
| 58   | Alexandra Kustova          | 7      |
| 58   | Yoshiko Yoshiizumi         | 7      |
| 61   | Daria Grushina             | 5      |
| 61   | Ayuka Takeda               | 5      |
| 63   | Jasmine Sepandj            | 4      |
| 64   | Magdalena Pałasz           | 3      |
| 65   | Katharina Keil             | 2      |
| 66   | Sonja Schoitsch            | 1      |

Nations
| Rang | Nom                | Points |
| ---- | ------------------ | ------ |
| 1    | Japon              | 2981   |
| 2    | Allemagne          | 2364   |
| 3    | Slovénie           | 1933   |
| 4    | Norvège            | 1464   |
| 5    | Autriche           | 1031   |
| 6    | France             | 1005   |
| 7    | Russie             | 818    |
| 8    | Italie             | 546    |
| 9    | États-Unis         | 542    |
| 10   | Finlande           | 455    |
| 11   | Canada             | 380    |
| 12   | Suisse             | 200    |
| 13   | République tchèque | 119    |
| 14   | Roumanie           | 15     |
| 15   | Chine              | 8      |
| 16   | Pologne            | 3      |

## Calendrier

### Hommes

#### Épreuves individuelles
| Étape                                                                 | Lieu                                            | Épreuve                                         | Date                                            | Vainqueur             | Deuxième              | Troisième                   | Leader de la coupe du monde |
| 1                                                                     | Klingenthal                                     | HS 140                                          | 24 novembre 2013                                | Krzysztof Biegun      | Andreas Wellinger     | Jurij Tepes                 | Krzysztof Biegun            |
| 2                                                                     | Ruka                                            | HS 142                                          | 29 novembre 2013                                | Gregor Schlierenzauer | Marinus Kraus         | Thomas Morgenstern          | Krzysztof Biegun            |
| 3                                                                     | Ruka                                            | HS 142                                          | 30 novembre 2013                                | Concours annulé       | Concours annulé       | Concours annulé             | Krzysztof Biegun            |
| 4                                                                     | Lillehammer                                     | HS 100                                          | 7 décembre 2013                                 | Gregor Schlierenzauer | Taku Takeuchi         | Richard Freitag             | Gregor Schlierenzauer       |
| 5                                                                     | Lillehammer                                     | HS 138                                          | 8 décembre 2013                                 | Severin Freund        | Anders Bardal         | Daiki Ito                   | Gregor Schlierenzauer       |
| 6                                                                     | Titisee-Neustadt                                | HS 142                                          | 14 décembre 2013                                | Thomas Morgenstern    | Kamil Stoch           | Simon Ammann                | Gregor Schlierenzauer       |
| 7                                                                     | Titisee-Neustadt                                | HS 142                                          | 15 décembre 2013                                | Kamil Stoch           | Simon Ammann          | Noriaki Kasai               | Gregor Schlierenzauer       |
| 8                                                                     | Engelberg                                       | HS 137                                          | 21 décembre 2013                                | Jan Ziobro            | Kamil Stoch           | Anders Bardal               | Kamil Stoch                 |
| 9                                                                     | Engelberg                                       | HS 137                                          | 22 décembre 2013                                | Kamil Stoch           | Andreas Wellinger     | Jan Ziobro                  | Kamil Stoch                 |
| 62e Tournée des quatre tremplins (28 décembre 2013 au 6 janvier 2014) |                                                 |                                                 |                                                 |                       |                       |                             |                             |
| 10                                                                    | Oberstdorf                                      | HS 137                                          | 29 décembre 2013                                | Simon Ammann          | Anders Bardal         | Peter Prevc Thomas Diethart | Kamil Stoch                 |
| 11                                                                    | Garmisch                                        | HS 140                                          | 1er janvier 2014                                | Thomas Diethart       | Thomas Morgenstern    | Simon Ammann                | Kamil Stoch                 |
| 12                                                                    | Innsbruck                                       | HS 130                                          | 4 janvier 2014                                  | Anssi Koivuranta      | Simon Ammann          | Kamil Stoch                 | Kamil Stoch                 |
| 13                                                                    | Bischofshofen                                   | HS 140                                          | 6 janvier 2014                                  | Thomas Diethart       | Peter Prevc           | Thomas Morgenstern          | Kamil Stoch                 |
| Tournée des quatre tremplins - Classement final                       | Tournée des quatre tremplins - Classement final | Tournée des quatre tremplins - Classement final | Tournée des quatre tremplins - Classement final | Thomas Diethart       | Thomas Morgenstern    | Simon Ammann                |                             |
| 14                                                                    | Tauplitz                                        | HS 200                                          | 11 janvier 2014                                 | Noriaki Kasai         | Peter Prevc           | Gregor Schlierenzauer       | Kamil Stoch                 |
| 15                                                                    | Tauplitz                                        | HS 200                                          | 12 janvier 2014                                 | Peter Prevc           | Gregor Schlierenzauer | Noriaki Kasai               | Kamil Stoch                 |
| 16                                                                    | Wisła                                           | HS 134                                          | 16 janvier 2014                                 | Andreas Wellinger     | Kamil Stoch           | Michael Hayboeck            | Kamil Stoch                 |
| 17                                                                    | Zakopane                                        | HS 134                                          | 19 janvier 2014                                 | Anders Bardal         | Peter Prevc           | Richard Freitag             | Kamil Stoch                 |
| 18                                                                    | Sapporo                                         | HS 134                                          | 25 janvier 2014                                 | Peter Prevc           | Jernej Damjan         | Noriaki Kasai               | Peter Prevc                 |
| 19                                                                    | Sapporo                                         | HS 134                                          | 26 janvier 2014                                 | Jernej Damjan         | Peter Prevc           | Robert Kranjec              | Peter Prevc                 |
| 20                                                                    | Willingen                                       | HS 145                                          | 1er février 2014                                | Kamil Stoch           | Severin Freund        | Jernej Damjan               | Peter Prevc                 |
| 21                                                                    | Willingen                                       | HS 145                                          | 2 février 2014                                  | Kamil Stoch           | Severin Freund        | Peter Prevc                 | Kamil Stoch                 |
| Jeux olympiques d'hiver à Sotchi (7 au 23 février 2014)               |                                                 |                                                 |                                                 |                       |                       |                             |                             |
| 22                                                                    | Falun                                           | HS 125                                          | 26 février 2014                                 | Severin Freund        | Peter Prevc           | Noriaki Kasai               | Peter Prevc                 |
| 23                                                                    | Lahti                                           | HS 130                                          | 28 février 2014                                 | Severin Freund        | Stefan Kraft          | Kamil Stoch                 | Peter Prevc                 |
| 24                                                                    | Lahti                                           | HS 130                                          | 2 mars 2014                                     | Kamil Stoch           | Severin Freund        | Gregor Schlierenzauer       | Kamil Stoch                 |
| 25                                                                    | Kuopio                                          | HS 127                                          | 4 mars 2014                                     | Kamil Stoch           | Severin Freund        | Anders Bardal               | Kamil Stoch                 |
| 26                                                                    | Trondheim                                       | HS 140                                          | 7 mars 2014                                     | Anders Bardal         | Andreas Kofler        | Noriaki Kasai               | Kamil Stoch                 |
| 27                                                                    | Oslo                                            | HS 134                                          | 9 mars 2014                                     | Severin Freund        | Anders Bardal         | Kamil Stoch                 | Kamil Stoch                 |
| Championnats du monde de vol à ski à Harrachov (13 au 16 mars 2014)   |                                                 |                                                 |                                                 |                       |                       |                             |                             |
| 28                                                                    | Planica                                         | HS 139                                          | 21 mars 2014                                    | Severin Freund        | Anders Bardal         | Peter Prevc                 | Kamil Stoch                 |
| 29                                                                    | Planica                                         | HS 139                                          | 23 mars 2014                                    | Peter Prevc           | Severin Freund        | Anders Bardal               | Kamil Stoch                 |

#### Épreuves par équipes
| Étape                                                               | Lieu        | Épreuve            | Date             | Vainqueurs                                                                           | Deuxièmes                                                                       | Troisièmes                                                                               |
| ------------------------------------------------------------------- | ----------- | ------------------ | ---------------- | ------------------------------------------------------------------------------------ | ------------------------------------------------------------------------------- | ---------------------------------------------------------------------------------------- |
| 1                                                                   | Klingenthal | Par équipes HS 140 | 23 novembre 2013 | Slovénie - Jurij Tepes - Robert Kranjec - Jaka Hvala - Peter Prevc                   | Allemagne - Andreas Wank - Karl Geiger - Andreas Wellinger - Severin Freund     | Japon - Daiki Ito - Reruhi Shimizu - Noriaki Kasai - Taku Takeuchi                       |
| 2                                                                   | Zakopane    | Par équipes HS 134 | 18 janvier 2014  | Slovénie - Jurij Tepes - Robert Kranjec - Jernej Damjan - Peter Prevc                | Allemagne - Andreas Wank - Richard Freitag - Andreas Wellinger - Severin Freund | Autriche - Michael Hayboeck - Manuel Poppinger - Thomas Diethart - Gregor Schlierenzauer |
| Jeux olympiques d'hiver à Sotchi (7 au 23 février 2014)             |             |                    |                  |                                                                                      |                                                                                 |                                                                                          |
| 3                                                                   | Lahti       | Par équipes HS 130 | 1er mars 2014    | Autriche - Thomas Diethart - Stefan Kraft - Michael Hayboeck - Gregor Schlierenzauer | Allemagne - Andreas Wank - Marinus Kraus - Andreas Wellinger - Severin Freund   | Norvège - Anders Fannemel - Andreas Stjernen - Rune Velta - Anders Bardal                |
| Championnats du monde de vol à ski à Harrachov (13 au 16 mars 2014) |             |                    |                  |                                                                                      |                                                                                 |                                                                                          |
| 4                                                                   | Planica     | Par équipes HS 139 | 22 mars 2014     | Autriche - Stefan Kraft - Andreas Kofler - Thomas Diethart - Gregor Schlierenzauer   | Pologne - Maciej Kot - Piotr Zyla - Klemens Muranka - Kamil Stoch               | Norvège - Andreas Stjernen - Tom Hilde - Anders Fannemel - Anders Bardal                 |

### Femmes
| Étape                                                                              | Lieu           | Épreuve | Date             | Gagnante         | Deuxième                       | Troisième         | Leader de la Coupe du monde |
| 1                                                                                  | Lillehammer    | HS 100  | 7 décembre 2013  | Sara Takanashi   | Daniela Iraschko Gianina Ernst | —                 | Sara Takanashi              |
| 2                                                                                  | Hinterzarten   | HS 108  | 21 décembre 2013 | Sara Takanashi   | Daniela Iraschko               | Irina Avvakumova  | Sara Takanashi              |
| 3                                                                                  | Hinterzarten   | HS 108  | 22 décembre 2013 | Sara Takanashi   | Irina Avvakumova               | Carina Vogt       | Sara Takanashi              |
| 4                                                                                  | Tchaïkovski    | HS 106  | 3 janvier 2014   | Sara Takanashi   | Carina Vogt                    | Irina Avvakumova  | Sara Takanashi              |
| 5                                                                                  | Tchaïkovski    | HS 106  | 4 janvier 2014   | Irina Avvakumova | Carina Vogt                    | Sara Takanashi    | Sara Takanashi              |
| 6                                                                                  | Sapporo        | HS 100  | 11 janvier 2014  | Sara Takanashi   | Carina Vogt                    | Irina Avvakumova  | Sara Takanashi              |
| 7                                                                                  | Sapporo        | HS 100  | 12 janvier 2014  | Sara Takanashi   | Coline Mattel                  | Irina Avvakumova  | Sara Takanashi              |
| 8                                                                                  | Zaō            | HS 100  | 18 janvier 2014  | Sara Takanashi   | Yūki Itō                       | Carina Vogt       | Sara Takanashi              |
| 9                                                                                  | Zaō            | HS 100  | 19 janvier 2014  | Sara Takanashi   | Carina Vogt                    | Bigna Windmueller | Sara Takanashi              |
| 10                                                                                 | Ljubno Planica | HS 95   | 25 janvier 2014  | Daniela Iraschko | Sara Takanashi                 | Carina Vogt       | Sara Takanashi              |
| 11                                                                                 | Ljubno Planica | HS 95   | 26 janvier 2014  | Daniela Iraschko | Sara Takanashi                 | Carina Vogt       | Sara Takanashi              |
| Championnats du monde junior de saut à ski à Val di Fiemme (27 au 30 janvier 2014) |                |         |                  |                  |                                |                   |                             |
| 12                                                                                 | Hinzenbach     | HS 94   | 1er février 2014 | Sara Takanashi   | Daniela Iraschko               | Maja Vtič         | Sara Takanashi              |
| 13                                                                                 | Hinzenbach     | HS 94   | 2 février 2014   | Sara Takanashi   | Daniela Iraschko               | Julia Kykkänen    | Sara Takanashi              |
| Jeux olympiques d'hiver à Sotchi (7 au 23 février 2014)                            |                |         |                  |                  |                                |                   |                             |
| 14                                                                                 | Râșnov         | HS 100  | 1er mars 2014    | Sara Takanashi   | Maren Lundby                   | Yūki Itō          | Sara Takanashi              |
| 15                                                                                 | Râșnov         | HS 100  | 2 mars 2014      | Sara Takanashi   | Jessica Jerome                 | Evelyn Insam      | Sara Takanashi              |
| 16                                                                                 | Oslo           | HS 134  | 8 mars 2014      | Sara Takanashi   | Katja Požun                    | Yūki Itō          | Sara Takanashi              |
| 17                                                                                 | Falun          | HS 98   | 15 mars 2014     | Sara Takanashi   | Yūki Itō                       | Julia Kykkaenen   | Sara Takanashi              |
| 18                                                                                 | Falun          | HS 98   | 16 mars 2014     | Annulé           | Annulé                         | Annulé            | Sara Takanashi              |
| 19                                                                                 | Planica        | HS 139  | 22 mars 2014     | Sara Takanashi   | Yūki Itō                       | Julia Clair       | Sara Takanashi              |

### Mixte
| Lieu        | Épreuve                   | Date            | Vainqueurs                                                    | Deuxièmes                                                                                             | Troisièmes                                                         |
| ----------- | ------------------------- | --------------- | ------------------------------------------------------------- | --- | ------------------------------------------------------------------ |
| Lillehammer | Par équipes mixtes HS 100 | 6 décembre 2013 | Japon - Yuki Ito - Daiki Ito - Sara Takanashi - Taku Takeuchi | Autriche - Jacqueline Seifriedsberger - Thomas Morgenstern - Daniela Iraschko - Gregor Schlierenzauer | Norvège - Maren Lundby - Rune Velta - Anette Sagen - Anders Bardal |